# Русински језик
Русински језик (русин. русиньскый язык, руснацькый язык, руски язик) је језик русинског народа. Спада у групу источнословенских језика. Говори се међу Русинима у матичним (карпатским) областима на западу данашње Украјине, као и у суседним областима на југоистоку Пољске, североистоку Словачке, североистоку Мађарске и северу Румуније. Такође се говори међу Русинима у јужним панонским областима у Србији и Хрватској, односно на подручју Бачке, Срема и Славоније. Међу Русинима у дијаспори, говори се у САД, Канади и Аустралији. Дели се на два основна огранка, односно наречја: карпатско и панонско.
Русински језик је признат као мањински језик у Србији, Хрватској, Мађарској, Словачкој, Пољској и Румунији, али не и у Украјини, која одбија да призна пуну националну самобитност русинског народа, те стога третира русински језик као саставни део украјинског језичког корпуса. Услед сложених историјских и политичких околности, стандардизација русинског језика је још увек у току и спроведена је делимично, међу Русинима у Србији, Словачкој и Пољској.
Проучавање русинског језика и његових варијетета спада у област посебне славистичке научне дисциплине, која се назива русинистика.

## Историја
Као део шире породице источнословенских језика, русински језик је један од четири равноправна језичка огранка (руски, белоруски, русински и украјински), који су се током историје развили из првобитног староруског језика, који је био у употреби међу свим Источним Словенима током средњовековног периода њихове заједничке историје.
Током каснијих времена, у периоду од 16. до 18. века, дошло је до постепене дијалектолошке диференцијације и стварања посебних источнословенских језичких варијетета, међу којима је био и русински. Рад на проучавању русинског језика започео је већ током 19. века. Стицајем сложених историјских и политичких околности, научна област која обухвата проучавање културно-историјске баштине русинског народа, а која укључује и студије русинског језика и књижевности (русинистика) коначно је конституисана тек током друге половине 20. века.
У разним научним и образовним установама, при факултетима и институтима, првенствено у Европи, али и у неким другим срединама са развијеним славистичким студијама, постоје специјализовани центри (заводи, катедре, семинари) за проучавање русинског језика. На међународном нивоу, значајан корак као обједињавању русинских студија означен је окупљањем стручњака за русински језик и књижевност на првом међународном Конгресу русинског језика (Бардејов, 1992), након чега су уследила и нова конгресна заседања: друго у Прешову (1999), треће у Кракову (2007) и четврто поново у Прешову (2015).

## Наречја русинског језика
Русински језик се дели на два основна огранка, односно наречја: карпатско и панонско. Подела на наречја је одраз не само дијалектолошких, већ и социолингвистичких особености, које су настале као производ историјских миграција и различитих утицаја, до којих је долазило првенствено у контакту са другим словенским језицима.
- Карпатско наречје русинског језика обухвата све дијалекте русинског језика у матичним (карпатским) областима, а првенствено на закарпатским подручјима данашње Украјине и суседним областима на југоистоку Пољске (Лемковина) и североистоку Словачке (Прешовски крај). У карпатско наречје спадају дијалекти којима говоре русинске подгрупе: Долињани, Бојки и Лемки. Међу варијететима у оквиру овог наречја, језичка стандардизација је извршена у Пољској (лемковски варијетет) и Словачкој (прешовски варијетет), док питање стандардизације међу говорницима русинског језика у Украјини још увек није решено, првенствено због етнополитичких разлога који спутавају развој русинског језика у тој држави.
- Панонско наречје русинског језика обухвата све русинске језичке варијетете у јужним (панонским) областима, а првенствено на подручју Бачке и источног Срема у Србији, односно Славоније и западног Срема у Хрватској.

У појединим дијалектима карпатског наречја присутан је утицај суседних западнословенских језика, док је у панонском наречју поред тога присутан и утицај јужнословенских језика.

## Спорна питања
Разна питања која се односе на статус русинског језика у породици словенских језика и класификацију русинских језичких варијетета, предмет су дуготрајних и честих расправа и спорова у стручним лингвистичким круговима, а такође и у широј русинској, односно словенској и средњоевропској јавности. Нека од тих питања имају посебну, не само етнолинвистичку већ и етнополитичку димензију, што се у првом реду односи на питање о односу између русинског и украјинског језика.
Већина русинских лингвиста заступа став о русинском као посебном (четвртом) источнословенском језику, који је потпуно равноправан са остала три језика из те словенске групе (руски, белоруски, украјински). Тај став се заснива не само на дијалектолошким и етнолингвистичким критеријумима, већ и на савременим начелима идентитетског самоизјашњавања, будући да међународне норме у области остваривања и заштите етничких и мањинских права и слобода подразумевају поштовање права сваког народа на исказивање сопственог етничког и језичког идентитета.
Главни противници таквог става су украјински лингвисти, који не признају постојање русинског језика, већ све источнословенске језичке варијетете на карпатском подручју подводе под украјински језички корпус. Тај став је озваничен непосредно након стварања Совјетске Украјине. Полазећи од одлука петог конгреса Коминтерне (1924), совјетске власти су Русине третирале као део украјинског народа, чиме је постављена идеолошка основа за спровођење систематске украјинизације. Након совјетског запоседања и анексије карпатских области (1939—1945), та политика је спроведена у дело. На целокупном подручју Совјетског Савеза, сузбијање русинског етничког и језичког идентитета спровођено је силом државне власти, а сличну политику су следиле и остале државе из источног блока.
Управо у време када се чинило да ће русински идентитет у совјетском делу Европе бити потпуно угушен, догодило се уставно признање Русина у Србији (1963), што је изазвало узбуну међу украјинским националистима. Пошто метод принудног сузбијања русинског етничког и језичког идентитета није могао бити примењен на ширем (глобалном) плану, у совјетским круговима су недуго потом осмишљени нови приступи, засновани на примени суптилнијих метода.
Те методе су подразумевале развој посебних теоријских модела, заснованих на привидном уважавању извесних посебности русинског језичког корпуса, али без суштинског одступања од основног совјетског става, који се огледао у непризнавању русинског као равноправног (четвртог) источнословенског језика. Тим поводом је под окриљем тадашње совјетске лингвистике формулисан посебан модел, који се заснивао на свођењу русинског језика на нижи микројезички степен, уз додатну поделу на два посебна и потпуно одвојена "микројезичка" корпуса. Главни идеолог таквог "решавања" русинског језичког питања био је совјетски слависта Александар Дуличенко, који је током 1970-тих и 1980-тих година уобличио тезу о постојању два специфична русинска микројезика, који су у његовој терминологији означени као: "карпато-русински микројезик" (језик Русина у матичним карпатским областима) и "југославо-русински микројезик" (језик Русина у тадашњој Југославији), уз изричито наглашавање повезаности тих микројезика са ширим украјинским језичким корпусом.
Пошто су биле формулисане у оквирима тадашње совјетске језичке политике, Дуличенкове тезе се нису суштински разликовале од званичних ставова украјинских и осталих совјетских лингвиста, а заједнички именитељ Дуличенкових и класичних украјинских концепција огледао се у непризнавању русинског језика као пуноправног (четвртог) источнословенског језика. Та околност је препозната чак и међу оним украјинским и про-украјинским стручњацима који се нису у свему слагали са Дуличенковим "микројезичким" концептом, али су благовремено уочили да Дуличенкове тезе по својој суштини нису супротне украјинским интересима.
У измењеним политичким околностима, које су наступиле током 1990-тих година, Дуличенкове "микројезичке" концепције су добиле додатни значај. Након успона русинског националног покрета у Закарпатској области и широм дијаспоре (1991—1992), украјинске државне власти су предузеле низ оштрих мера не само против извесних сепаратистичких тенденција, већ и против русинског мањинског активизма (1996), што је наишло на критику међу појединим западним институцијама и организацијама које се баве заштитом мањинских права и слобода. Настојећи да осавремени и унапреди своју политику према решавању русинског питања, Украјина је управо у то време формулисала тезу о Русинима као посебном "субетносу" у оквиру украјинског националног корпуса, чиме је створен додатни простор за суптилно уклапање Дуличенкових концепција у нову (осавремењену) украјинску политику.
Тако је у украјинској средини дошло до развоја комплексне стратегије, која се спроводи на два основна начина: први се огледа у класичном (отвореном) украјинском негирању русинске језичке посебности, док се други огледа у суптилној афирмацији Дуличенкових теза, које подразумевају свођење русинског језичког корпуса на нижи (микрјезички) ниво, уз поделу на два посебна (одвојена) микројезика. Иако су оба приступа водила ка истом циљу, који се огледа у деконструкцији русинског језика, Дуличенкове "микројезичке" концепције су стицајем специфичних околности задобиле подршку и међу појединим представницима русинске националне струје.
Та подршка је проистекла из селективног приступа: поједини русински лингвисти су у Дуличенковом истицању разних посебности русинског језичког корпуса видели афирмацију сопствених ставова, али су у исто време прелазили преко осталих, крајње неповољних аспеката, избегавајући да се суоче са Дуличенковим неприхватањем русинског као равноправног (четвртог) источнословенског језика, уз изричито релативизовање Дуличенковог повезивања русинских "микројезика" са ширим украјинским језичким корпусом.
Већина национално оријентисаних русинских лингвиста из матичних (карпатских) области задржала је опрезан став према Дуличенковим концепцијама. Насупрот томе, међу русинским лингвистима у Србији постоји неколицина Дуличенкових следбеника, а предводи их проф. др Јулијан Рамач. Пошто су своју приврженост Дуличенковим тезама исказали у бројним приликама, његови следбеници из Србије су на себе преузели незахвалан задатак да уместо самог Дуличенка пред Међународном организацијом за стандардизацију (ISO) покрену поступак за супресију русинског као јединственог језика.

## Питање ISO статуса и назива
Међународна организација за стандардизацију (ISO) признаје русински језик (енгл. Rusyn language) као посебан језик у оквиру ISO 639-3 стандарда (под шифром: rue).
Насупрот томе, група лингвиста је у пролеће 2019. године формулисала предлог за поделу јединственог русинског језика на два посебна језика, путем уздизања карпатског и панонског наречја на статус посебних језика, са предложеним називима: источнорусински језик и јужнорусински језик. Та иницијатива се у суштини заснивала на концепцијама Александра Дуличенка, који је и лично подржао предлог. Тај предлог за поделу, који би довео до укидања јединственог русинског језика путем стварања два посебна језика, одбијен је почетком 2020. године од стране Међународне организације за стандардизацију (ISO).
Уз подршку Александра Дуличенка, иста група је крајем 2020. године (у проширеном саставу) упутила нови (измењени и допуњени) захтев Међународној организацији за стандардизацију (ISO), затраживши признавање потпуно новог језика, под предложеним називом: "рутенски језик" (енгл. Ruthenian language). Према предлогу поменуте групе, тај нови језик би обухватао само досадашње панонско наречје, чиме би појам русинског језика био редукован на досадашње карпатско наречје. Уколико буде усвојен, поменути захтев ће довести до поделе јединственог русинског језика на два потпуно одвојена језика.
Поменути захтеви из 2019. и 2020. године формулисани су од стране групе русинских лингвиста из Србије, уз подршку Александра Дуличенка и неких других страних стручњака, али без учешћа русинских лингвиста из матичних (карпатских) области. Иако питање о језичком јединству има велики значај за русински народ у целини, поменути предлози неколицине лингвиста нису били предмет шире јавне расправе чак ни међу Русинима у Србији, у чије име иступа поменута група лингвиста, тако да се русинске институције и организације у Србији (Национални савет русинске националне мањине, Завод за културу војвођанских Русина, Друштво за русински језик, књижевност и културу, Матица русинска) о том питању нису јавно оглашавале.

## УДК бројеви за русински језик
Почевши од 1905. године, када је објављено прво издање УДК таблица, извршено је неколико значајних промена у области означавања источнословенских језика. Поред првобитних бројева за руски језик, у таблице су накнадно уведени и додатни бројеви за остале језичке варијетете, који су означавани путем белоруских, односно украјинских, малоруских, рушњачких или "рутенских" одредница, с тим што је класификација тих категорија током времена претрпела знатне промене у оквиру УДК система.
Последња промена извршена је 2008. године, када је у међународним УДК таблицама, у оквиру постојећег броја за украјински језик (УДК =161.2) уведен нови број којим се означавају његове карпатске варијанте (УДК =161.25). Тиме је било решено питање о означавању радова који се односе на карпатски варијетет украјинског језика (УДК 811.161.25). Међутим, тај варијетет представља различиту етнолингвистичку категорију у односу на русински језик, који је у неколико држава (укључујући и Србију) признат као посебан језик, тако да је питање о означавању радова који су посвећени русинском као посебном језику остало отворено.
Поменута питања су добила на значају 2012. године, када је Украјина, на подстицај европских институција и организација за заштиту мањинских права, приступила реформи своје језичке политике. Новим законом, који је донет исте године, Украјина је по први пут званично признала русински језик као један од регионалних и мањинских језика. Стицајем политичких околности, те одредбе нису биле спроведене у пракси, пошто је закон опозван већ 2014. године, али тиме није био умањен суштински значај претходног признања, пошто се (према савременим начелима о заштити мањина) једном призната и стечена права не могу укидати.
Поменута збивања су довела до покретања нових расправа о међународном статусу русинског језика, укључујући и питање о формирању посебних бројева у оквиру УДК система. То питање се и даље сматра отвореним, тако да УДК таблице још увек не садрже број за русински као посебан словенски језик. У таквим и сличним случајевима, правила УДК система допуштају креирање посебних бројева, који се формирају путем употребе општег помоћног знака * (астерикс), иза кога долази ознака која се преузима из неког другог система.
Пошто је русински језик званично признат од стране Међународне организације за стандардизацију (ISO), под шифром: rue, увођењем те шифре у УДК систем добијају се одговарајући УДК бројеви за класификацију радова са русинском тематиком:
- УДК број за означавање радова о русинском језику: 811.161*rue
- УДК број за означавање радова о русинској књижевности: 821.161*rue
- УДК број за означавање радова о русинском народу: (=161*rue)